# Sim
Pour les articles homonymes, voir Berryer et SIM.
Simon Berryer, dit Sim, est un acteur, humoriste, chanteur, parolier et écrivain français, né le 21 juillet 1926 à Cauterets (Hautes-Pyrénées) et mort le 6 septembre 2009 à Fréjus (Var).
Il est connu entre autres pour ses interprétations parodiques (notamment la « baronne de La Tronche-en-Biais »), sa participation à l'émission radiophonique Les Grosses Têtes et pour avoir tenu le rôle d'Agecanonix dans les adaptations cinématographiques d'Astérix et Obélix.

## Biographie
Simon Berryer est le fils d'Henri Berryer et de Marie-Thérèse Bonnemazou. À l'époque de la naissance de Sim, son père était électricien du réalisateur Abel Gance et tournait les raccords du film Napoléon.

### Enfance
La famille s'installe à Paris dans un petit appartement du cinquième arrondissement, rue du Fer-à-Moulin où Simon passe la première partie de son enfance notamment aux numéros 26 puis 28. Très tôt, son oncle d'origine russe travaillant à la maison Synchro-Standard l'emmène voir les premiers films parlants, qui vont le marquer toute sa vie.

En 1936, la famille Berryer s'installe à Nantes au 2 quai Jean-Bart. Le père de Sim a en effet trouvé un emploi de technicien au cinéma Le Majestic.

### Adolescence
À l'âge de onze ans (ou quatorze selon les sources,), il crée une compagnie de comédiens connue sous le nom de « Sim-Art » et qui se produit devant une arche ensablée de l'Erdre récemment comblée en guise de décor. En 1939, avec son copain Jojo, Sim obtient son tout premier cachet en remportant un concours de grimaces organisé le 15 août à Saint-Julien-de-Concelles,. À l'âge de quatorze ans et durant deux mois, la bande de la « Sim-Art » joue des sketchs dans une cave grâce à des faux soi-disant écrits de leurs parents pour justifier leur absence du lycée. Le jeune Simon suit alors ses études au collège technique De Launay, l'actuel lycée Leloup-Bouhier de Nantes,. En 1941 ses parents reprennent un cinéma, L’Éden, dans la petite ville d'Ancenis (entre Nantes et Angers). La famille quitte Nantes pour Ancenis en 1942 et rouvre le cinéma. Sim poursuit alors sa scolarité au lycée Joubert d'Ancenis et travaille comme opérateur dans le cinéma familial.

### Dans l'univers du spectacle
En 1946, la famille Berryer cesse son activité à Ancenis pour prendre la gestion d'une maison de sous-distribution de films à Rennes, sans succès. Les parents Berryer rentrent à Ancenis tandis que Sim, désormais marié, reste employé comme opérateur au cinéma Le Royal à Rennes. L'établissement présentant également des spectacles de music-hall, Sim admire les grands artistes de l'époque (Piaf, Montand, Salvador, Chevalier, Bourvil, etc.) et exerce son talent d'amuseur, seul, après les spectacles. Il décroche un contrat de chanteur humoristique pour une salle de bal. Il est repéré par Étienne Perrin avec qui il monte un numéro de clown Etty et Balta.
À partir de 1953, il présente un tour de chant comique dans des cabarets parisiens, souvent en travesti, comme chez Madame Arthur à Montmartre. Il travaille aussi au Crazy Horse Saloon comme dresseur de tétons afin de faire pointer les seins des filles. Cette époque de sa carrière sera évoquée dans Elle boit pas, elle fume pas, elle drague pas, mais... elle cause ! de Michel Audiard, où il incarne un éducateur d'enfants obligé de se travestir en « Libellule » pour payer des colonies de vacances à des orphelins de banlieue.

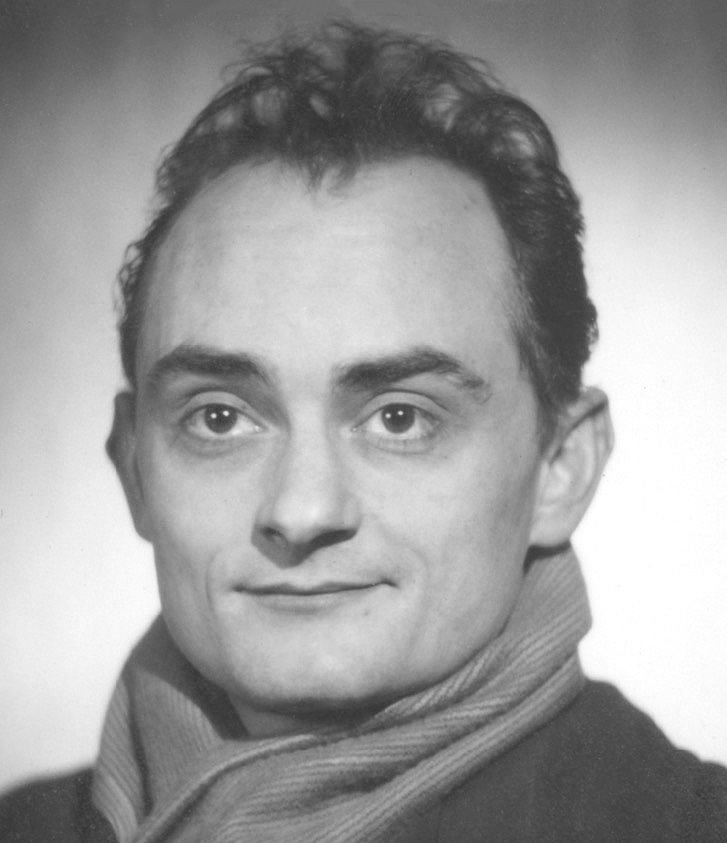
En 1956, pour ses spectacles et chansons, Sim est inscrit à la Sacem.

### Télévision et cinéma
Dans les années 1960, il fait partie de l'équipe animant les émissions télévisées pour la jeunesse organisées le jeudi après-midi par Jean Nohain, puis interprète la « baronne de la Tronche-en-Biais » dans une émission de Guy Lux.
Il participe à plusieurs feuilletons télévisés, ainsi que, dans les années 1970, avec l'humoriste Édouard Caillau, à des duos de chansons et des sketchs comiques pour Chansons à la carte sur la RTBF. Sim incarne toujours son personnage de la « baronne de La Tronche-en-Biais ». En France, il intervient régulièrement pour de courts sketches comiques, souvent déguisé, dans les émissions de Guy Lux.
Les années 1970 sont pour lui les plus riches cinématographiquement. Sim participe aussi à l'émission radiophonique (et plus tard télévisée) des Grosses Têtes, dès sa création en 1977, ainsi qu'au jeu télévisé L'Académie des neuf dont il est un invité régulier.
En 1981, il joue face à Romain Bouteille dans une comédie policière chantée et dansée, Les Rats de cave, réalisée pour France 3 par Jean-Claude Morin (voir photo en première page). En 1983, une nouvelle inédite qu'il a écrite quelques années plus tôt, Le Brin de muguet, est adaptée pour France 3 par Marie-France Briselance et réalisée également par J.-C. Morin. Sim y tient le rôle d'un marin pêcheur, amoureux transi de l'épouse d'un collègue (jouée par France Dougnac) réussissant impunément un crime parfait. C'était son premier rôle tragique.
En 1990, il joue dans le film italien La voce della luna de Federico Fellini, à la demande de celui-ci.
Il participe à la rédaction de scénarios pour la série Louis la Brocante, dans laquelle il joue, en outre, le rôle de Théodore de Montalenvert dans plusieurs épisodes.

### Mort
Il meurt le dimanche 6 septembre 2009, à l'âge de 83 ans, d'une embolie pulmonaire, à l'hôpital intercommunal Bonnet de Fréjus, dans le Var où il avait été hospitalisé quelques jours auparavant pour une pneumonie.
Ses obsèques ont eu lieu le 11 septembre 2009 en l'église Saint-Pierre-Saint-Paul de Roquebrune-sur-Argens (Var), commune où il résidait depuis neuf ans et où il est inhumé[réf. nécessaire], après son incinération à Vidauban. En plus de sa femme Marie-Claude et de sa fille Laurence, de nombreuses personnalités du spectacle, dont Victor Lanoux, Jacques Balutin, Évelyne Buyle, Philippe Bouvard, Pierre Sisser, Danielle Moreau étaient présentes à la cérémonie, célébrée par le père Jérôme Renard.

## Filmographie

### Cinéma
- 1958 : Les Gaîtés de l'escadrille de Georges Péclet :
- 1962 : Cartouche de Philippe de Broca :
- 1969 : Une veuve en or de Michel Audiard : le Vecchio
- 1970 : Elle boit pas, elle fume pas, elle drague pas, mais... elle cause ! de Michel Audiard : Phalempin
- 1971 : Les Mariés de l'an II de Jean-Paul Rappeneau : Lucas
- 1971 : La Grande Maffia de Philippe Clair : Balempier, le chef de service
- 1973 : La Brigade en folie de Philippe Clair : commissaire Grospèze
- 1974 : La Grande Nouba de Christian Caza : Alexandre Ladislas Ladretsky, le pianiste / le poissonnier
- 1976 : Andréa (film érotique) d'Henri Glaeser : (crédité au générique sous le nom de Sim O'Connor)
- 1977 : Le Roi des bricoleurs de Jean-Pierre Mocky : Malju
- 1977 : Drôles de zèbres de Guy Lux : Napoléon Simfrid / la baronne de la Tronchembiais
- 1980 : Sacrés Gendarmes de Bernard Launois : le gendarme légionnaire
- 1980 : Touch' pas à mon biniou (ou Gueules de vacances) de Bernard Launois : Gaëtan
- 1984 : Pinot simple flic de Gérard Jugnot : Vénus, le photographe
- 1990 : La Voce della luna de Federico Fellini : le joueur de hautbois
- 1999 : Astérix et Obélix contre César de Claude Zidi : Agecanonix
- 2008 : Astérix aux Jeux olympiques de Frédéric Forestier : Agecanonix

### Télévision
- 1973 : La Porteuse de pain (feuilleton) de Marcel Camus : Ovide Soliveau
- 1974 : Au théâtre ce soir : Edmée de Pierre-Aristide Bréal, mise en scène Michel Roux, réalisation Georges Folgoas, Théâtre Marigny : Léon
- 1975 : Système Deux : La Baronne de la Tronche en Biais (sketch) avec Pierre Louis, présentation Guy Lux, production Antenne 2, réalisation Bernard Lion : la baronne de la Tronche en Biais[9]
- 1981 : Les Rats de cave (téléfilm) de Jean-Claude Morin : Armagnac
- 1981 : Le Roman du samedi: L'agent secret (téléfilm) de Marcel Camus : Karl Yundt
- 1984 : Le Brin de muguet (téléfilm) de Jean-Claude Morin : Dick
- 2003 - 2009 : Louis la Brocante (4 épisodes, coscénariste de l'épisode 23) : Théo de Montalenvert.

## Théâtre
- 1987 : Le Tourniquet de Victor Lanoux, mise en scène de l'auteur, théâtre des Bouffes-Parisiens.
- 1988 : Le Tourniquet de Victor Lanoux, mise en scène de l'auteur, théâtre des Célestins.
- 1989 : La Ritournelle de Victor Lanoux, mise en scène de l'auteur, théâtre Antoine, théâtre des Célestins.
- 1992 : Une cloche en or de Sim, mise en scène de l'auteur, théâtre des Nouveautés.

## Discographie
- 1958 : La Nymphe aux pieds mutins
- 1969 : La Libellule (BO du film Elle boit pas, elle fume pas, elle drague pas, mais... elle cause !)
- 1971 : Face A : J'aime pas les rhododendrons / Face B : Je suis heureux
- 1972 : C'est bien moi la plus belle
- 1972 : C'est pas moi, c'est ma sœur
- 1972 : J'ai un cheveu sur la langue
- 1972 : Mangez miam, buvez gloup
- 1973 : Face A : Les Impôts / Face B : Rocky Balloon
- 1974 : La Poule (BO du film La Grande Nouba)
- 1974 : Sim Boum Boum
- 1975 : L'Homme au foyer
- 1975 : Je joue de l'hélicon
- 1977 : Le Roi des bricoleurs (BO du film de même nom)
- 1978 : Où est ma ch'mise grise ?, en duo avec Patrick Topaloff (parodie de You're the One That I Want extrait du film Grease)
- 1980 : L'Évadé du Névada
- 1980 : Pépé Reggae
- 1980 : Quoi ma gueule ! (parodie de Ma gueule de Johnny Hallyday)
- 1981 : Un bisou sous la pluie
- 1986 : Viva les bleus avec Enrico Macias, Carlos, Patrick Sébastien...
- 2003 : Où est ma ch'mise grise (version 2003), en duo avec Patrick Topaloff (parodie de You're the One That I Want extrait du film Grease)

## Publications
- 1983 : Elle est chouette, ma gueule, Flammarion, Paris (autobiographie) (ISBN 9782080646132), prix Scarron,
- 1985 : Pour l'humour de Dieu, Flammarion, Paris  (ISBN 9782080647658)
- 1986 : Elles sont chouettes, mes femmes, Flammarion, Paris  (ISBN 9782080667878)
- 1988 : Le Président Balta, Flammarion, Paris  (ISBN 9782080662262)
- 1990 : Ma médecine hilarante, Flammarion, Paris  (ISBN 9782080665171)
- 1992 : Elle était chouette, ma France, Flammarion, Paris  (ISBN 9782080667878)
- 1993 : Le Penseur, Le Cherche midi, Paris  (ISBN 9782862742847)
- 1997 : La Baronne de la Tronche en Biais. Mémoires, Plon, Paris.
- 2009 : Et la retraite, bordel ?, Le Cherche midi, Paris  (ISBN 9782749114842)